# 李秉荣
李秉荣（1964年8月—），男，汉族，陕西神木人，中华人民共和国政治人物。

## 人物经历
曾任内蒙古自治区人民政府副主席，第十三届全国政协委员。2023年1月，当选为内蒙古自治区人大常委会副主任。